# CDU/CSU
CDU/CSU, neoficiálně také „Unie“, je německá koalice dvou křesťanskodemokratických politických stran – Křesťanskodemokratická unie a Křesťansko-sociální unie Bavorska.
Obě strany spolu sdílejí poslanecký klub ve Spolkovém sněmu. Podle německého zákona o spolkových volbách nesmí být v jednom poslaneckém klubu dvě strany, které spolu soutěží v nějaké spolkové zemi. CSU působí jen na území Bavorska, zatímco CDU působí ve zbylých 15 spolkových zemích.
Obě strany jsou členy Evropské lidové strany a Mezinárodní demokratické unie. Sdílejí spolu také mládežnickou organizaci Junge Union.